# Konrad Levezow
Jakob Andreas Konrad Levezow, né le 3 septembre 1770 à Stettin et mort le 13 octobre 1835 à Berlin, est un archéologue classique, préhistorien, auteur et dramaturge allemand.

## Carrière académique
Après un doctorat de philologie obtenu en 1795 à l'université de Göttingen, il se rend à Berlin où il commence comme enseignant au Gymnasium zum Grauen Kloster, puis au lycée Frédéric-Guillaume de Berlin.
En 1802, il pose sa candidature pour succéder à Friedrich Eberhard Rombach au poste de professeur d'antiquité et de mythologie à l'Académie des beaux-arts et des sciences mécaniques de Berlin. Il obtient finalement le poste en 1804. De plus, il est  bibliothécaire de la bibliothèque de l'Académie en 1807. Il est l'ami d'Aloys Hirt et en contact avec quelques-uns des plus grands esprits de l'Allemagne de l'époque, dont Friedrich Nicolai, Heinrich Gentz et Johann Gottfried Schadow.
Il commence à s'intéresser aux vestiges antiques à Berlin. Il publie des articles sur de nombreux ouvrages. Un essai sur le vol du palladium et surtout un traité sur la famille de Lycomède[Lequel ?] établissent la réputation de Levezov en tant qu'archéologue. Ces essais ont également eu un grand impact en France et en Italie et attirent l'attention de l'archéologue français Aubin-Louis Millin de Grandmaison, qui apporte son soutien à Levezow pendant l'occupation de Berlin par les troupes napoléoniennes.
Il a également publié un manuel sur la géographie et l'histoire de la Poméranie et de Rügen, la préhistoire et l'histoire ancienne de cette région et le Brandebourg-Prusse est devenu son second domaine d'activité scientifique aux côtés de l'archéologie classique. Il a traité de la question de l'authenticité de certains monuments runiques soi-disant obodritiques à Neustrelitz et de la signification des découvertes de provenance germanique et slave entre l'Elbe et la Vistule.

## Carrière littéraire
En plus de son travail académique, Konrad Levezow est également l'auteur de pièces de théâtre. En 1804, le Théâtre Royal National joua sa tragédie Iphigénie à Aulis . Il a également publié des essais sur Martin Luther et une biographie de la soprano Margarete Luise Schick (de).

## Publications (sélection)
- Iphigenia in Aulis. Trauerspiel in fünf Akten, Wehrhahn, Hannover 2008,  (ISBN 978-3-86525-080-3)
- Leben und Kunst der Frau Margarete Luise Schick, gebornen Hamel, königl. Preuss. Kammersängerin u. Mitgliedes des Nationaltheaters zu Berlin. Mit einem Bildnis der Künstlerin, Duncker & Humblot, Berlin 1809
- Jupiter Imperator. In einer antiken Bronze des Koeniglichen Museums der Alterthuemer zu Berlin. Eine archaeologische Vermuthung von Konrad Levezow, Adolf Wilhelm Hayn (éditeur), 1826, [lire en ligne (page consultée le 10/12/2022)]
- Über die Familie des Lykomedes in der Koeniglichen preussischen Antikensammlung. Eine archaeologische Untersuchung von Konrad Levezow, oeffentlichem Lehrer am Koeniglichen Friedrich Wilhelms Gymnasium in Berlin, PPN Sudoc 042775280
- Über den Raub des Palladiums auf den geschnittenen Steinen des Alterthums. Eine archäologische Abhandlung von Konrad Levezow, öffentlichen Lehrer am königlichen Friedrich-Wilhelms-Gymnasium in Berlin, PPN Sudoc 167635085